# Трёхпалатный парламент
Трёхпалатный парламент (трикамерализм, трёхпалатная система) — структура парламента, при которой он состоит из трёх палат. Одна из форм многопалатного парламента. В настоящее время такая структура парламента не встречается ни в одном государстве мира, и в истории примеры трёхпалатных парламентов довольно редки. Подобные формы встречались в ЮАР, Китайской Республике (Тайвань), социалистических республиках в составе Югославии, значительно раньше и во Франции. Ещё ряд парламентов также иногда описываются исследователями как трёхпалатные, но такое определение не было явно прописано в законах соответствующих стран и не получило всеобщего признания  науке. Трёхпалатная система была также предложена Симоном Боливаром в рамках выдвинутой им модели государственного устройства.

## Франция
Как трёхпалатный парламент иногда описываются французские Генеральные штаты, в которых имели представительство три сословия: дворянство, духовенство и простонародье, заседавшие, как правило, отдельно, но нередко и совместно. Однако, в отличие от традиционных палат, система сословий в Генеральных штатах представляла собой не вертикальную, а горизонтальную структуру, что не даёт такому описанию закрепиться в качестве устоявшегося и общепринятого.
Как трёхпалатный рассматривается обычно парламент наполеоновского консулата, состоявший из Сената, Трибуната и Законодательного корпуса.

## ЮАР
В эпоху апартеида парламент ЮАР, согласно конституции 1983 года, состоял из трёх палат. Такая модель просуществовала с 1984 по 1994 годы. Палаты комплектовались по расовому признаку. Палата собрания (африк. Volksraad) состояла из белых, Палата представителей (африк. Raad van Verteenwoordigers) из так называемых «цветных», а Палата делегатов (африк. Raad van Afgevaardigdes) из индо-африканцев.

## Югославия
Согласно конституции СФРЮ 1974, парламенты республик, входящих в состав страны, были трёхпалатными. Одна из палат предоставляла представительство гражданам, вторая — общинам, а третья — общественно-политическим организациям. Такая усложнённая структура региональных скупщин, по мнению ряда исследователей, должна была формировать видимость демократии, внешне компенсировать фактическую монополию Коммунистической партии Югославии на власть в стране.